# 치진구

치진구의 위치

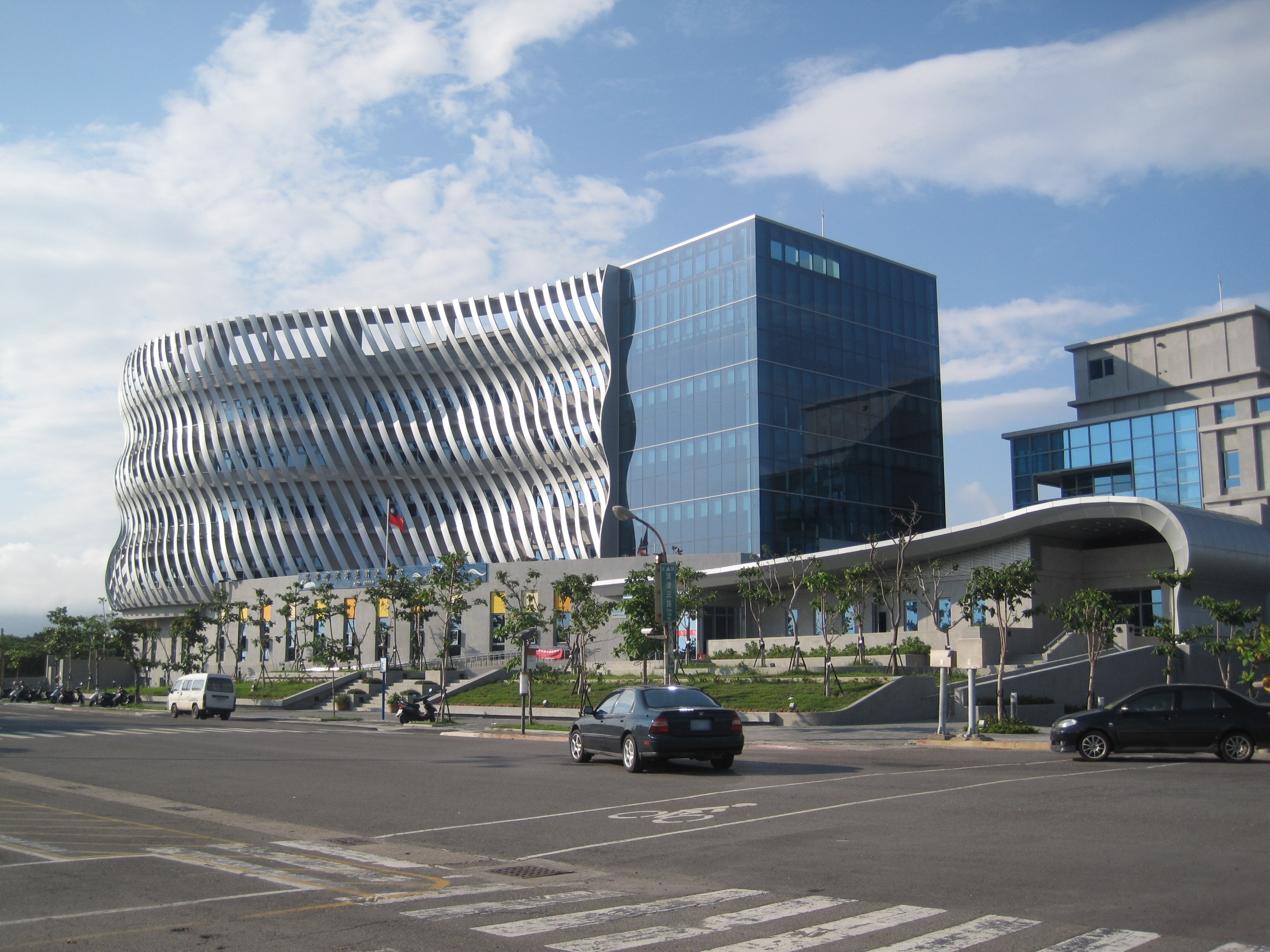
치진구청 전경.

치진구(한국어: 기진구, 중국어: 旗津區, 병음: Qíjīn Qū)는 중화민국 가오슝시의 시할구이다. 넓이는 1.4639km2이고, 인구는 2015년 8월 기준으로 28,832명이다.

## 지리
치진 섬 전체를 포함하고 대부분의 주민은 조선업에 종사한다. 서쪽 해안에는 공원이 있다. 과항수도(過港隧道)가 치진 섬 남쪽 끝과 가오슝의 타이완 본토를 연결한다. 치진 섬은 원래 남쪽 끝이 본토와 연결되어있었으나 1975년에 가오슝항의 두 번째 입구(과항수도)를 만들면서 분리되었다. 대신 과항수도 위에는 다리가 건설되었으며, 북쪽에는 페리가 구샨과 연결해주고 있다.
가오슝 시가 관할하는 남중국해의 두 개의 섬이 치진 구의 일부이다.
- 타이핑섬(太平島)
- 둥사 군도(東沙群島)

## 역사
치진 구는 취락이 치산(旗山)의 뒤에 위치하고 있던 데에서 옛날에는 치허우(旗後)로 불렸다. 이 지역은 가오슝 항 발상지이며 시내에서도 가장 일찍부터 개발이 진행된 지역이다. 명말 청초에 다수의 중국 배가 입항했고 1860년에 영국과 베이징 조약이 체결된 후 치허우는 정식으로 개항해 통상을 개시했다. 1862년에 청에 의해 치허우에 세관이 설치되었고 시모노세키 조약에 의해 일본에 할양된 다음에는 가오슝에 최초의 학교로서 타카우 공학교(현재의 치진 국소)가 설립되었다. 1909년에는 타카우 구의 구청이 설치되었고 1920년에 가오슝가로 이전할 때까지 존속하고 있었다.
1925년, 타이완 총독부는 '기고당황, 진량영고(旗鼓堂皇，津粱永固)'와 연관되어 치진으로 개명하였고 제2차 세계 대전 후에는 가오슝 시에 의해 구 이름으로서 이 지명이 계승되었다. 1979년에 가오슝이 직할시로 승격하면서 둥사 군도와 난사 군도 (스프래틀리 군도)가 치진구의 행정 구역에 포함되었다.